# Palazzu Mannu
Palazzu Mannu o Lu Palazzu Mannu (dal gallurese, il grande palazzo) è un palazzo storico di Calangianus, comune della Gallura.

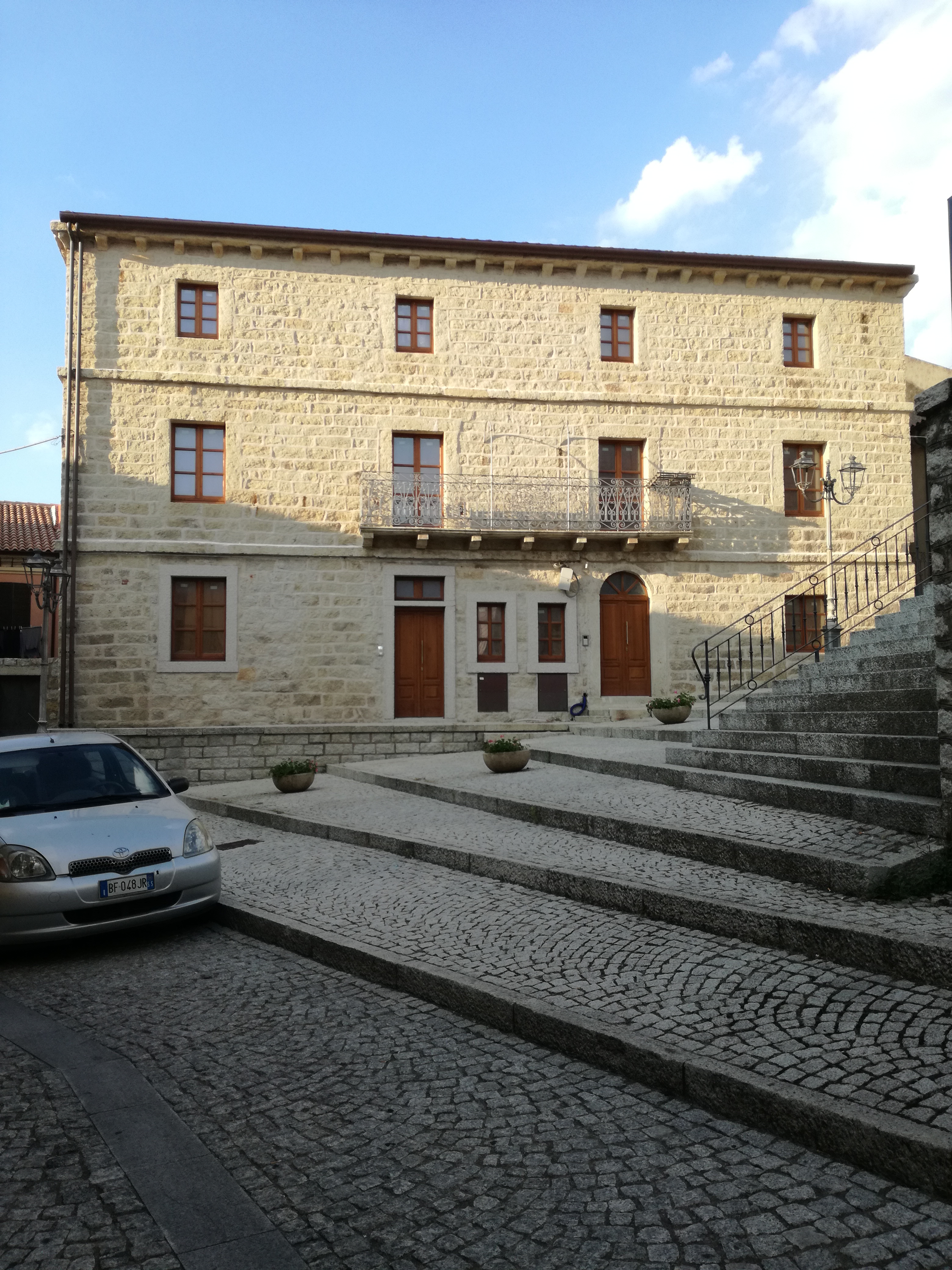
Facciata del palazzo.

## Storia
Edificato intorno al XVIII secolo, alle falde del colle Santa Justa, nei pressi della chiesa parrocchiale, è uno dei palazzi più antichi di Calangianus. Ha subito un lungo periodo di restauro dal 2010 al 2015.

## Descrizione
Da tradizione prettamente gallurese, il palazzo è interamente costruito in granito e presenta un ampio balcone sovrapposto a due portali (prima del restauro, il portale era uno solo). Costruito in tre piani, presenta il tipico stile dei palazzi galluresi di età sabauda.